# Paula White

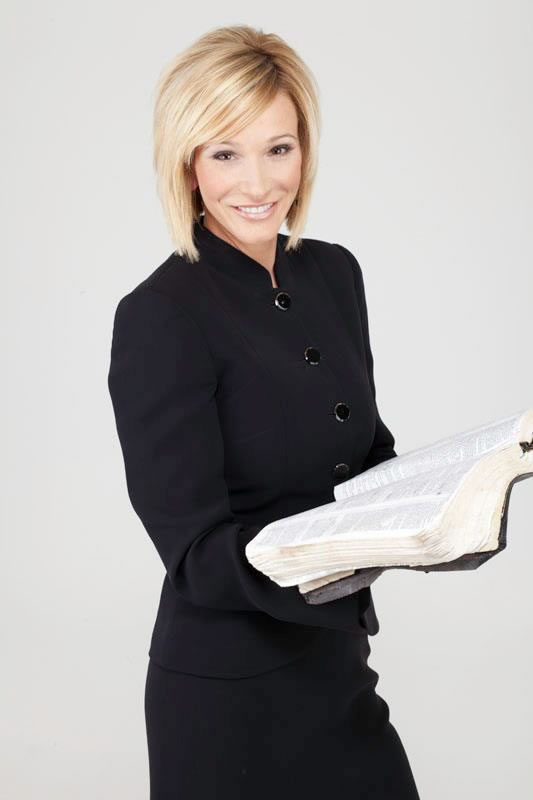
Paula White (2011)

Paula Michelle White (* 20. April 1966 in Tupelo, Mississippi als Paula Michelle Furr, seit der Eheschließung 2015 White-Cain) ist eine amerikanische Predigerin, die für den damaligen US-Präsidenten Donald Trump Öffentlichkeitsarbeit im Rahmen seiner selbst gestarteten „Faith and Opportunity Initiative“ geleistet hat.
Sie ist gleichzeitig Unternehmerin, Motivationstrainerin, Buchautorin sowie Televangelist-Predigerin des New Destiny Christian Center in Florida. Ihr Vermögen wird auf mehrere Millionen US-Dollar geschätzt.

## Karriere
1984 ließ sich White von der Cleveland Church of God, einer der ältesten Pfingstkirchen der USA, nach einem Erweckungserlebnis erneut taufen. Ab 2004 betrieb sie mit ihrem Ehemann Randy, von dem sie sich 2007 scheiden ließ, eine eigene Kirche namens Without Walls Central Church, bis diese 2011 Insolvenz anmeldete und geschlossen wurde.
Whites TV-Sendungen werden in Deutschland u. a. von God TV und CNBC Europe übertragen. Gelegentlich führt sie  mit Benny Hinn und Joyce Meyer gemeinsame Veranstaltungen durch.

## Regierung Trump
Paula White trat nach dessen Wahl mehrfach auf und verteidigte US-Präsident Donald Trump. So legte sie etwa im August 2017 bei einem Fernsehauftritt nahe, Trump sei nach Gottes Plan an seine Führungsposition gelangt und der Kampf gegen Trump sei auch der Kampf gegen Gottes Willen.
Anfang November 2019 nahm Donald Trump sie in sein Team für Öffentlichkeitsarbeit auf. White sollte ihm dabei offenbar helfen, die Unterstützung der evangelikalen Rechten für seine angestrebte Wiederwahl 2020 zu sichern.
Anfang November 2020 sorgte White international für Kritik, als sie vom „hohen dämonischen Level“ und „von dämonischen Netzwerken“ sprach, während sie ekstatisch für Trumps Wiederwahl betete. Damit löste sie Memes und musikalische Remixe aus.
Beim Sturm auf das Kapitol in Washington 2021 sprach sie das eröffnende Gebet vor Trumps Rede.
Nach der Verurteilung Trumps wegen der Verfälschung von Geschäftsunterlagen im Zusammenhang mit Schweigegeldzahlungen an die Pornodarstellerin Stormy Daniels schrieb White von einem traurigen Tag und kritisierte eine angebliche Instrumentalisierung der Justiz.
Am 7. Februar 2025 wurde ihr die Leitung des von Präsident Trump neu geschaffenen White House Faith Office übertragen.

## Lehre und Kritik
White wird der Gruppe von Geistlichen zugerechnet, die das umstrittene Wohlstandsevangelium predigen, nach dem materieller Reichtum ein Zeichen für Gottes Gunst sei. Sie gilt als spirituelle Beraterin und Vertraute von Donald Trump.
Ihr fanatischer Einsatz für Trump wird auch von konservativen Christen kritisiert. Der Theologe und Ethiker Russel D. Moore von der konservativen Southern Baptist Convention sagte: „Paula White ist ein Scharlatan und sollte von jedem orthodoxen Christen jeglicher Richtung als Häretiker betrachtet werden.“

## Privates
Paula White war dreimal verheiratet, mit ihrem ersten Ehemann Dean Knight hat sie einen gemeinsamen Sohn. Ihr aktueller Ehepartner seit April 2015 ist Jonathan Cain, Keyboarder der Rockband Journey.

## Bücher
- He Loves Me, He Loves Me Not. Charisma House, Lake Mary 1998, ISBN 978-0-88419-565-8.
- mit Randy White: See Me, Hear Me, Know Me. Selbstverlag, Tampa 2001, ISBN 978-0-9712650-0-4.
- Birthing Your Dreams. God’s Plan for Living Victoriously. Nelson Reference, 2003, ISBN 978-0-7852-5069-2.
- Daily Treasures (Words of Wisdom for the Power-Filled Life). Paula White Ministries, Tampa 2004, ISBN 0-9712650-6-2.
- Simple Suggestions For a Sensational Life! Thomas Nelson, Nashville 2005, ISBN 1-4041-0293-0.
- Deal with It! Thomas Nelson, Walton-on-Thames 2006, ISBN 978-1-59951-008-8.
- First Fruits. From Promise to Provision. Paula White Ministries, Tampa 2006, ISBN 978-0-9792092-1-5.
- You’re All That! FaithWords, Nashville 2007, ISBN 978-0-446-58023-6.
- The Ten Commandments of Health and Wellness. Paula White Enterprises, Tampa 2007, ISBN 978-0-9796058-1-9.
- Move on, move up. FaithWords, Nashville 2008, ISBN 978-0-446-54133-6.